# Franciszek Śliwa
Franciszek Śliwa (ur. 28 grudnia 1919 w Łowcach, zm. 22 lutego 2002 w Mielcu) – polski pisarz, działacz ludowy i społeczny, polityk, poseł na Sejm PRL II i III kadencji.

## Życiorys
Syn Józefa i Marii z domu Momot. W 1933 ukończył Szkołę Powszechną w Łowcach, a następnie średnią szkołę zawodową i Uniwersytet Ludowy Ignacego Solarza w Gaci (1939). W 1936 wstąpił do koła Związku Młodzieży Wiejskiej RP „Wici” w Łowcach i w latach 1937–1938 był jego prezesem. Należał również do miejscowego koła Stronnictwa Ludowego.
W czasie okupacji niemieckiej pracował w Spółdzielni Rolniczo-Handlowej „Jedność” w Łowcach. Równocześnie uczestniczył w działalności konspiracyjnej. Był członkiem Stronnictwa Ludowego „Roch” i Batalionów Chłopskich, działał pod pseudonimem Spólnota. Będąc referentem informacji i wywiadu Batalionów Chłopskich, kolportował prasę konspiracyjną oraz organizował sieć łączności i informacji w gminach Radymno i Chłopice.

### Działalność społeczna
Po wojnie został prezesem Spółdzielni „Jedność” w Łowcach. Ożywił tamtejsze koło ZMW RP „Wici” i przewodniczył mu do 1948. W latach 1949–1951 pełnił funkcję prezesa Okręgowej Spółdzielni Mleczarskiej w Radymnie, a w latach 1951–1956 pracował w Gminnej Spółdzielni „Samopomoc Chłopska” w Radymnie i w Oddziale Centrali Jajczarsko-Drobiarskiej w Jarosławiu.

### Działalność polityczna po II wojnie światowej
Po wojnie współtworzył koło SL, z którym w 1949 przystąpił do Zjednoczonego Stronnictwa Ludowego. W latach 1950–1953 sprawował funkcję prezesa Powiatowego Komitetu Wykonawczego ZSL w Jarosławiu, a w latach 1954–1961 pełnił równorzędną funkcję w Radymnie. Od 1952 wybierano go do Wojewódzkiego Komitetu Wykonawczego ZSL w Rzeszowie. W latach 1957–1960 był jego wiceprezesem, a do 1966 – członkiem prezydium. W 1957 i 1961 zostawał posłem na Sejm PRL z okręgów Przemyśl i Jarosław. Zasiadał w Komisji Pracy i Spraw Socjalnych, a następnie w Komisji Handlu Wewnętrznego. W tym okresie zainicjował starania o edycję Dzieł wszystkich Oskara Kolberga (66 tomów). Ukończył Studium Ekonomiczne w Wyższej Szkole Ekonomicznej w Krakowie. W latach 1966–1975 był sekretarzem Powiatowego Komitetu ZSL w Mielcu.
Po przejściu w 1975 na emeryturę, nadal wspierał bogatym doświadczeniem mieleckich ludowców. Był długoletnim radnym wojewódzkim, powiatowym i miejskim. Pracował w radach nadzorczych wielu organizacji rolniczych i spółdzielczych.
Został odznaczony Srebrnym Krzyżem Zasługi, Krzyżem Kawalerskim Orderu Odrodzenia Polski oraz Medalem 30-lecia Polski Ludowej, jego imieniem nazwano ulicę w Mielcu.

### Pisarstwo
Żywo interesował się historią i współczesnym życiem regionu mieleckiego. Przez wiele lat należał do Towarzystwa Miłośników Ziemi Mieleckiej, pełniąc funkcję członka, a następnie wiceprezesa jego zarządu. Dużo pisał i publikował. Zajmował się głównie tematyką społeczno-kulturalną i historyczną polskiej wsi. Był autorem książek:
- Moja młodość w „Wiciach” (1985, nagroda im. Macieja Rataja),
- Hrabia Wiesiołowski (1995),
- Ostatni spod znaku Krzywuli (1997),
- Na chłopski rozum (1999),
- Godni pamięci. Zasłużeni działacze ruchu ludowego ziemi mieleckiej zmarli w XX w. (2000).

Po udanych operacjach oczu, pracował nad następną książką. Zmarł 22 lutego 2002, został pochowany na cmentarzu komunalnym w Mielcu.